# 飞来峡镇
飞来峡镇，是中华人民共和国广东省清远市清城区下辖的一个乡镇级行政单位。2020年人口43546人。
2009年3月3日，广东省民政厅批复同意将清新县飞来峡镇划归清城区管辖。

## 行政区划
飞来峡镇下辖以下地区：
江口社区、清华社区、龙埗社区、高田社区、横石社区、升平社区、北潦社区、黄口村、琶江口村、湖洞村、石梨村、禾仓村、独树村、螺塘村、银地村、坳头村、高朗村、旧岭村、石颈村、西坑村、文洞村、黄洞村、社岗村、升平村和竹园村。

## 交通
- 京广铁路：飞来峡站

## 重大事件
在飛來峽鎮石梨村鄰近黃竹坑水庫計劃在此興建一座「再生資源環保發電廠」，該座發電廠是廣東省重點建設項目，更是清遠市十三五規劃的重點民生項目。惟項目遭到當地村民強烈反對，認為根本就是一座垃圾焚燒發電廠，建成後會對清遠附近地區造成嚴重污染，更會殃及珠江流域第二大水系北江。村民為此已連續多日帶同橫額，在村內抗議。